# Хиллестрём, Пер
Пер Хиллестрём (швед. Pehr Hilleström; 18 ноября 1732, Веддё, Стокгольм — 13 августа 1816, Клара, Стокгольмское обер-губернаторство) — шведский жанровый живописец и мастер создания гобеленов, профессор и президент Шведской академии художеств.

## Биография
Хиллестрём родился на острове Ваддо в регионе Руслаген, где его дядя был викарием. Он был старшим из двенадцати детей. Сначала Хиллестрём обучался у художника-пейзажиста Юхана Филиппа Корна (1727–1796), а затем продолжил образование в Шведской академии художеств под руководством художника Гийома Тараваля (1701–1750). Между 1757 и 1758 годами Хиллестрём в статусе пенсионера (стипендиата) Шведской академии художеств совершил заграничную учебную поездку в Бельгию, Голландию и Францию. Освоив технику создания гобеленов, по возвращении в Швецию, Хиллестрём в 1759 году возглавил в Стокгольме гобеленную мануфактуру. В 1773 году Хиллестрём стал членом правления Шведской королевской академии художеств. Академия назначила его профессором рисования в 1794 году. В 1805 году он получил должность вице-президента академии, а в 1810 году сменил Луи Марелье (1748–1810) на посту президента.
За время своей карьеры Хиллестрём создал около тридцати портретов и  большое количество жанровых сцен, на которых реалистично изображал повседневную жизнь различных слоёв шведского общество того времени. Сегодня работы Хиллестрёма рассматриваются шведскими учёными, как достаточно ценный и относительно надёжный источник по истории повседневности. Кроме того, Хиллестрём создал некоторое количество исторических и религиозных картин.

## Личная жизнь
Пер Хиллестрём с 1759 года был женат на Ульрике Лоде (1737—1779). Пер Хиллестрём был отцом художника Карла Петтера Хиллестрёма (1760—1812). Среди его потомков был писатель, искусствовед и музейный работник Густав Хиллестрём (1911—1994).

## Галерея

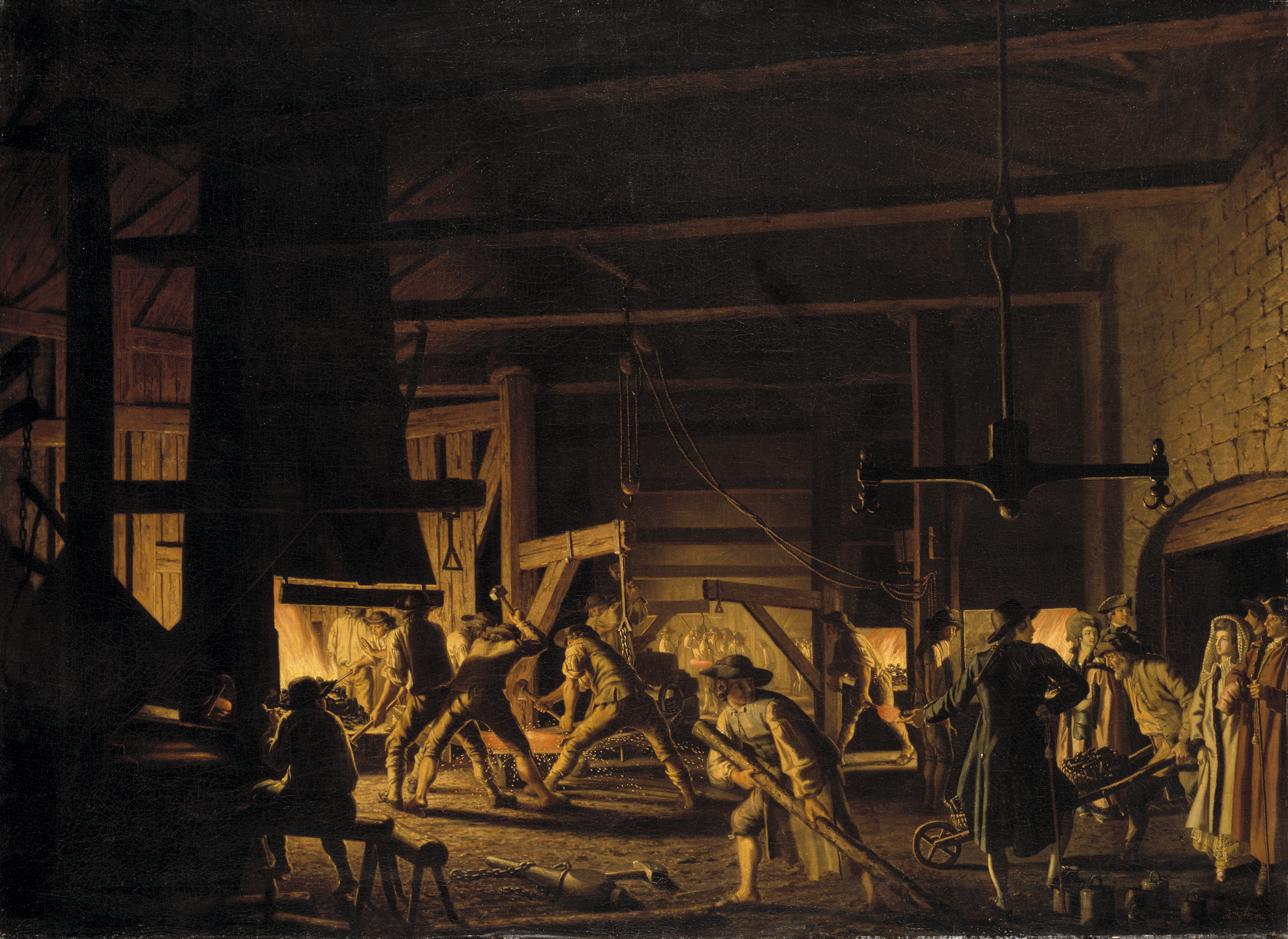
Изготовление якорёй в Сёдерфорсе
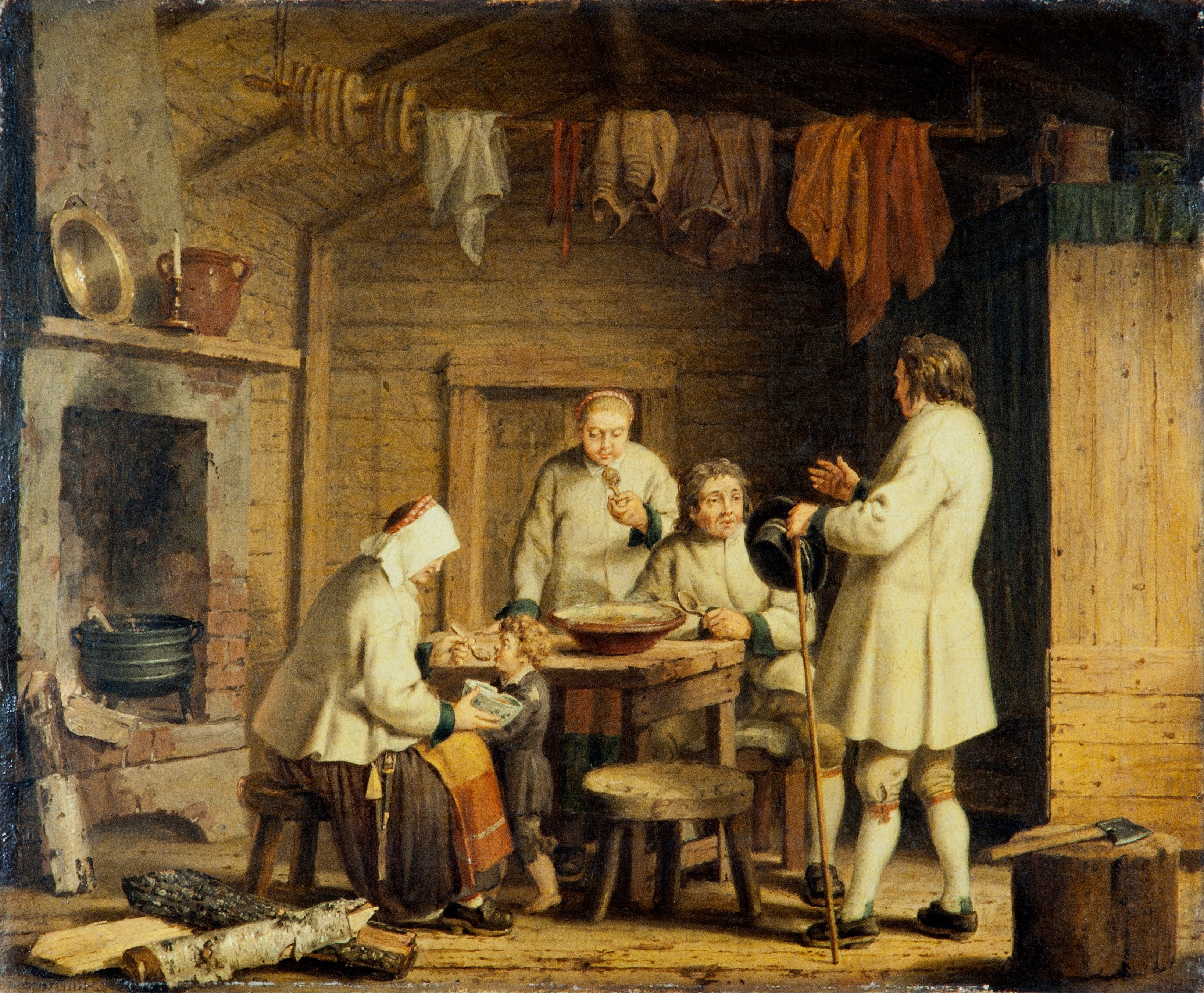
Гость в крестьянской семье
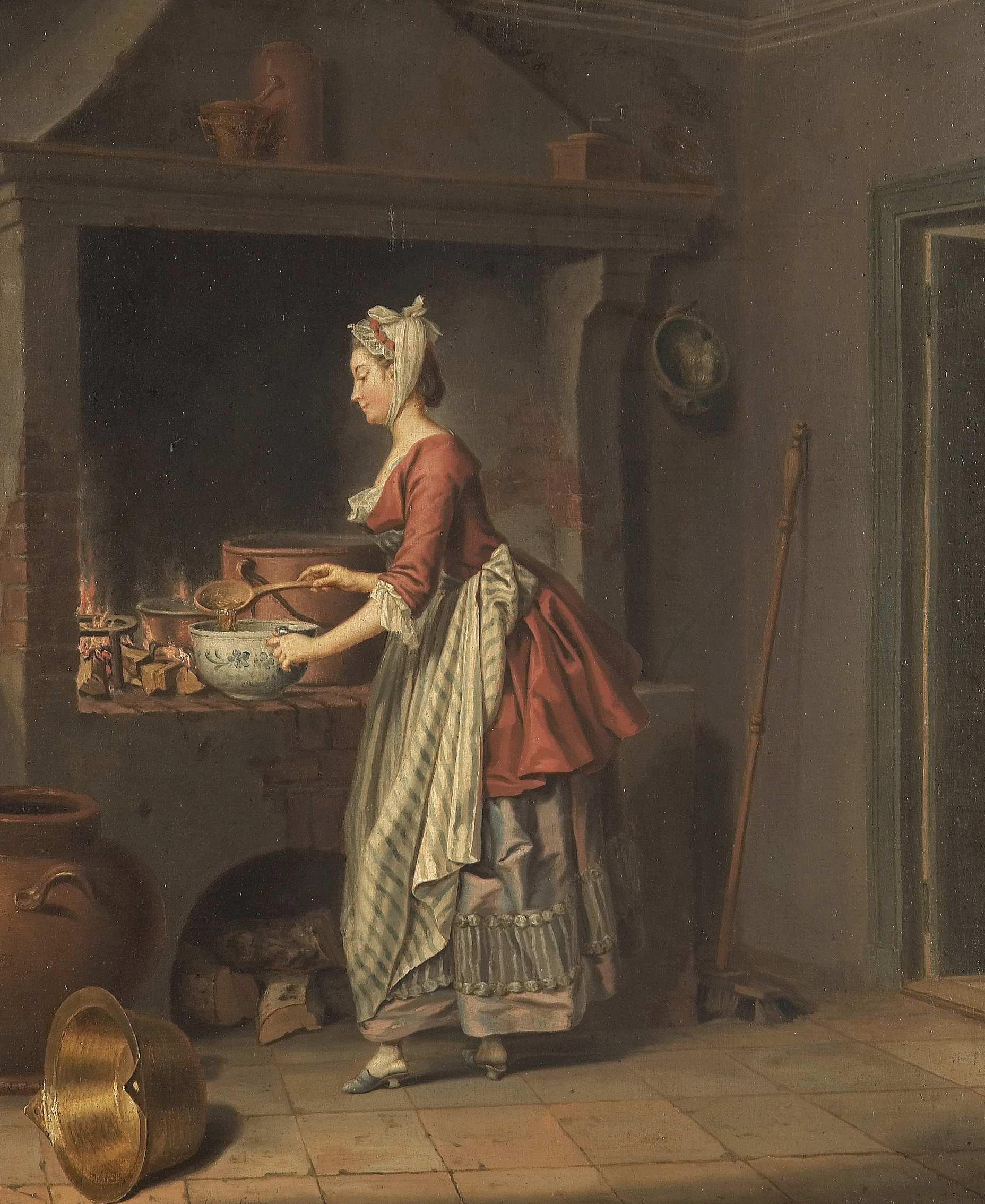
Горничная наливает суп из котла
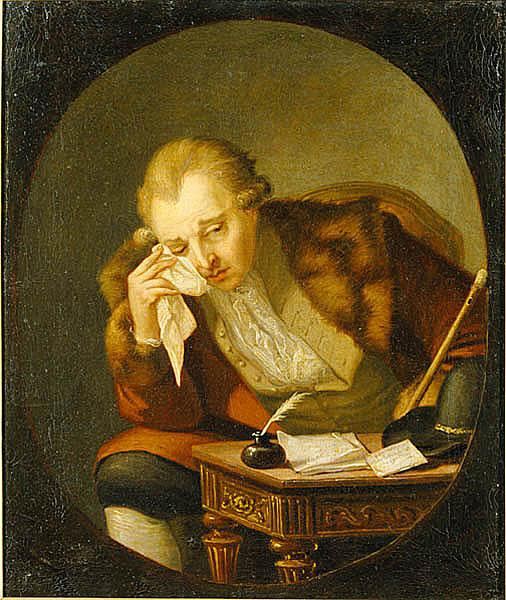
Портрет Карла Микаэля Бельмана
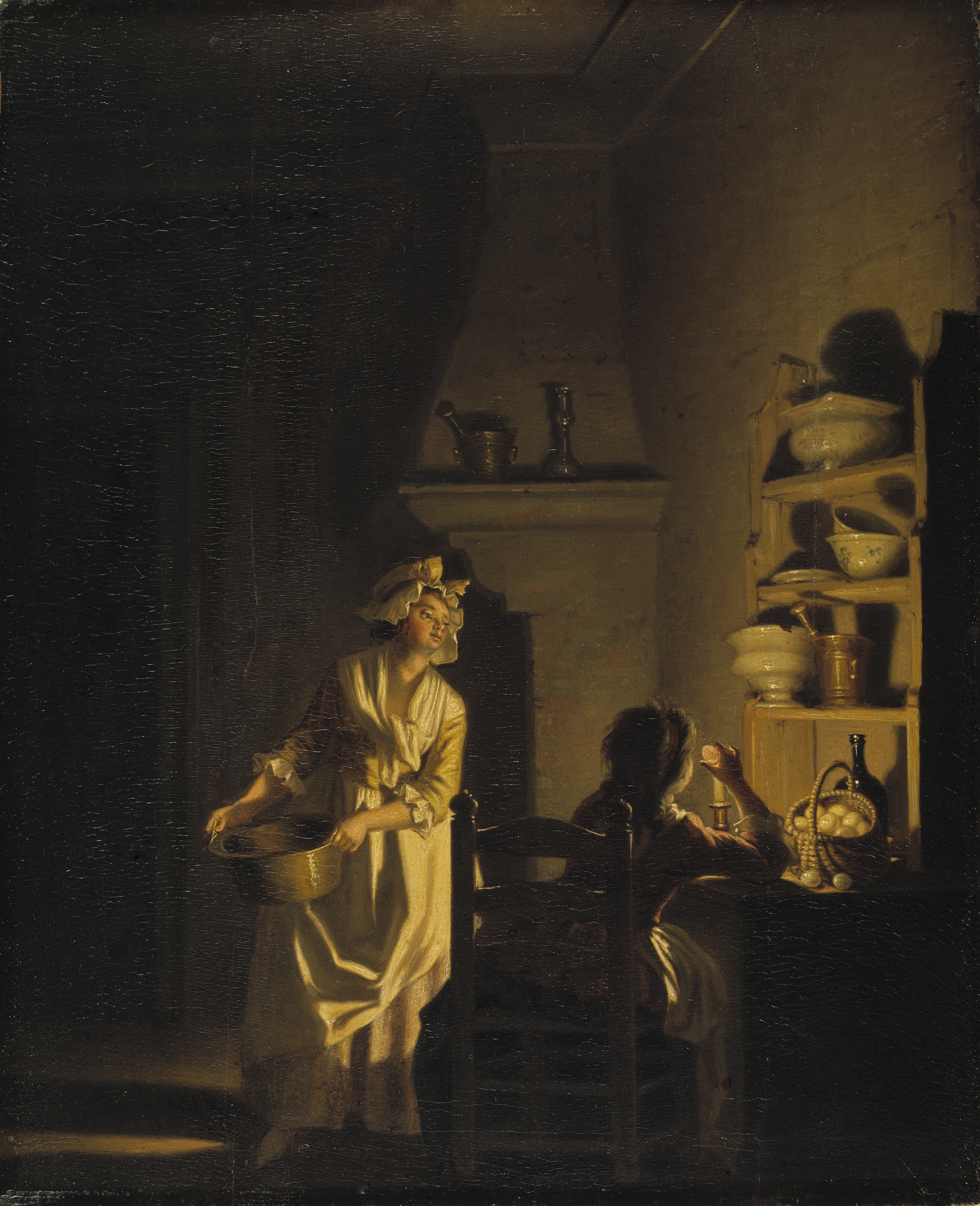
Свежие ли яйца? (сцена на кухне)
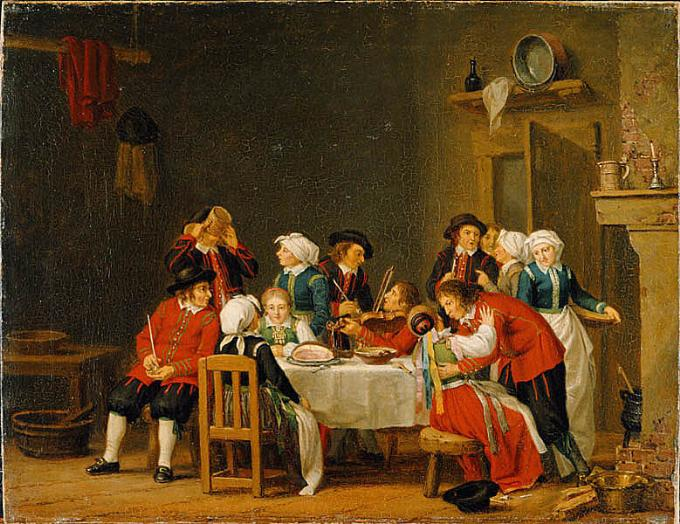
Праздник в крестьянском доме
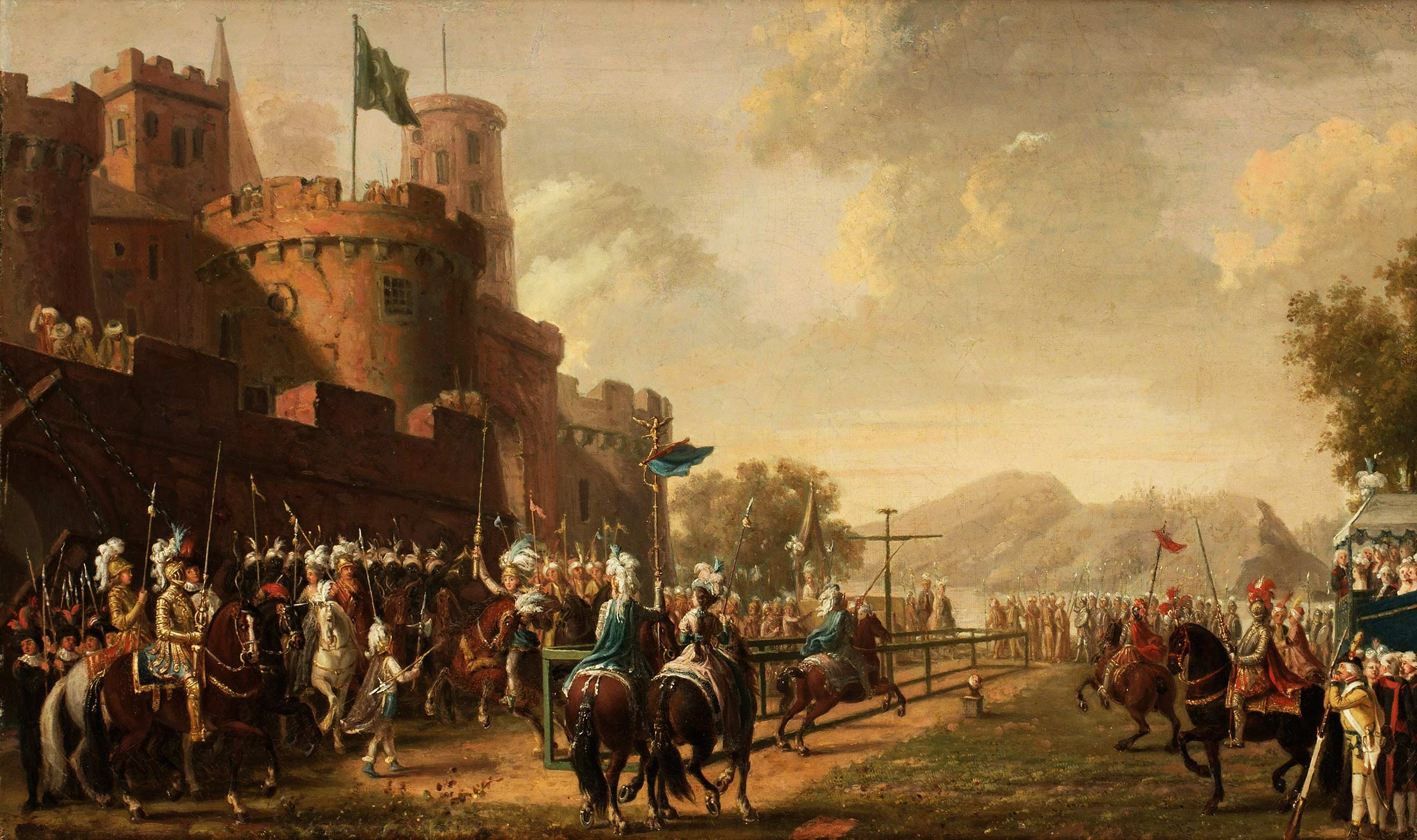
Карусель (придворный праздник XVIII века в маскарадных рыцарских одеяниях) в Дроттингхольме
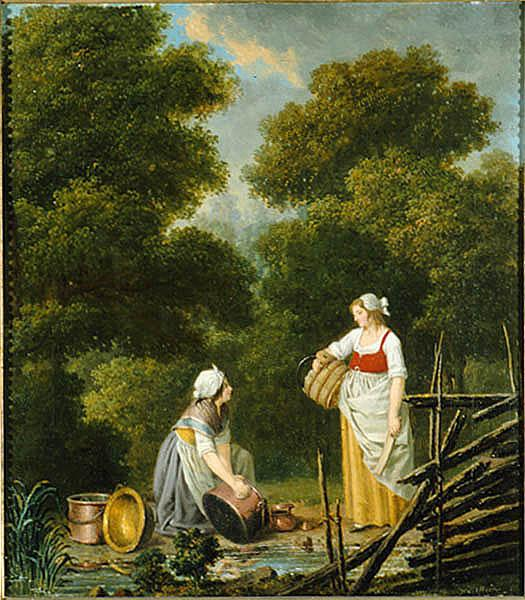
Две служанки у ручья
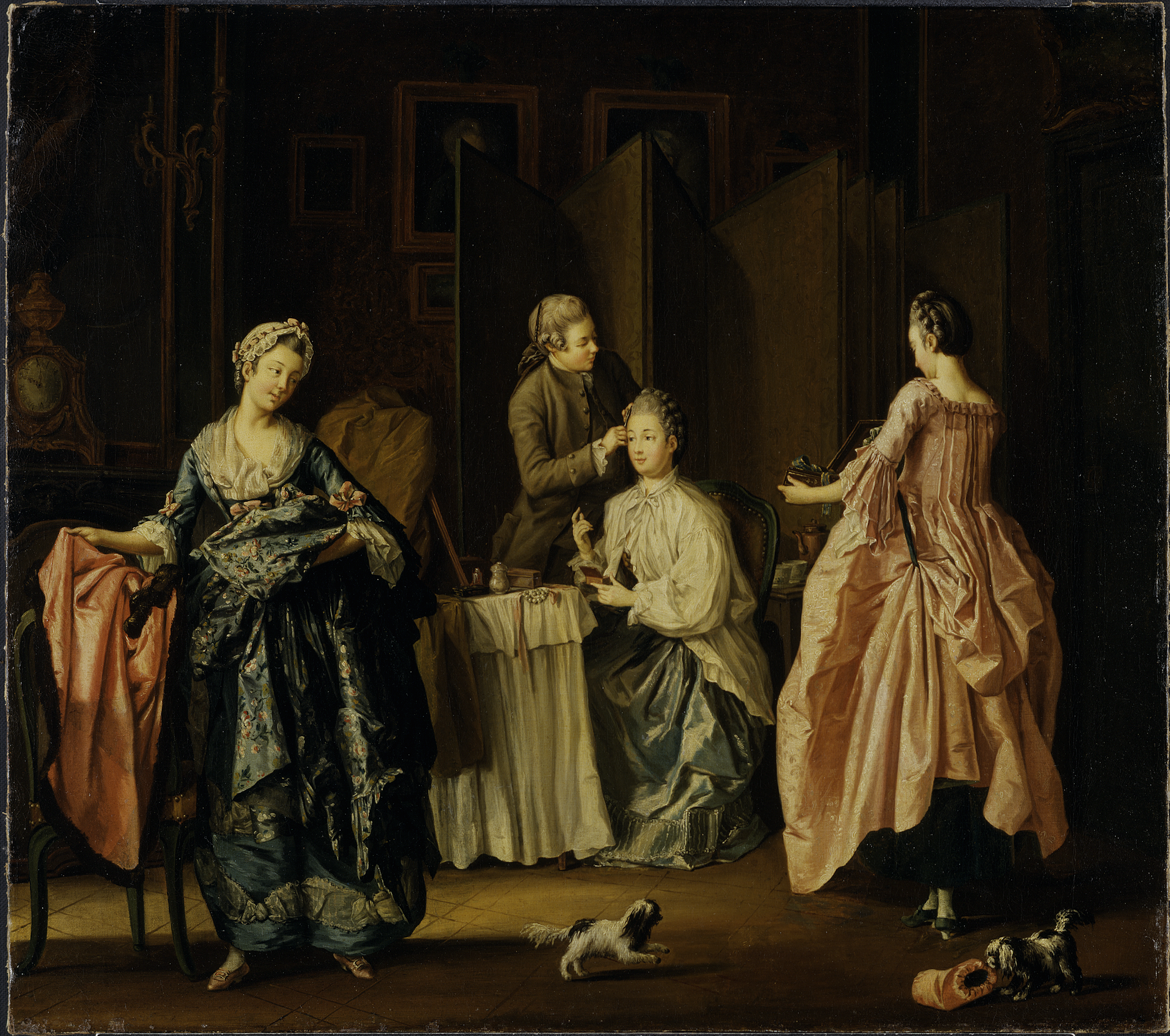
Сцена в будуаре знатной дамы
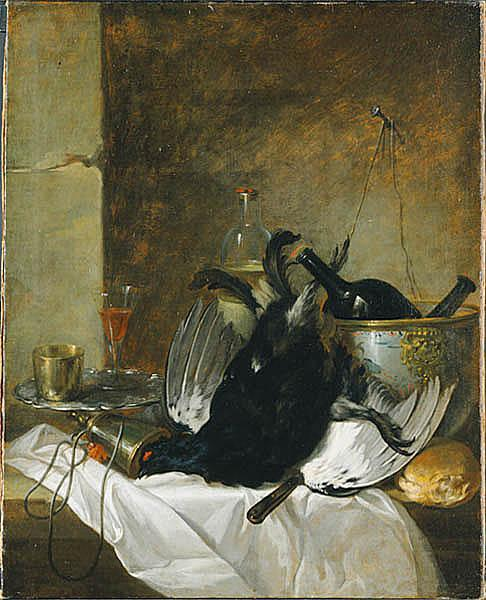
Натюрмот
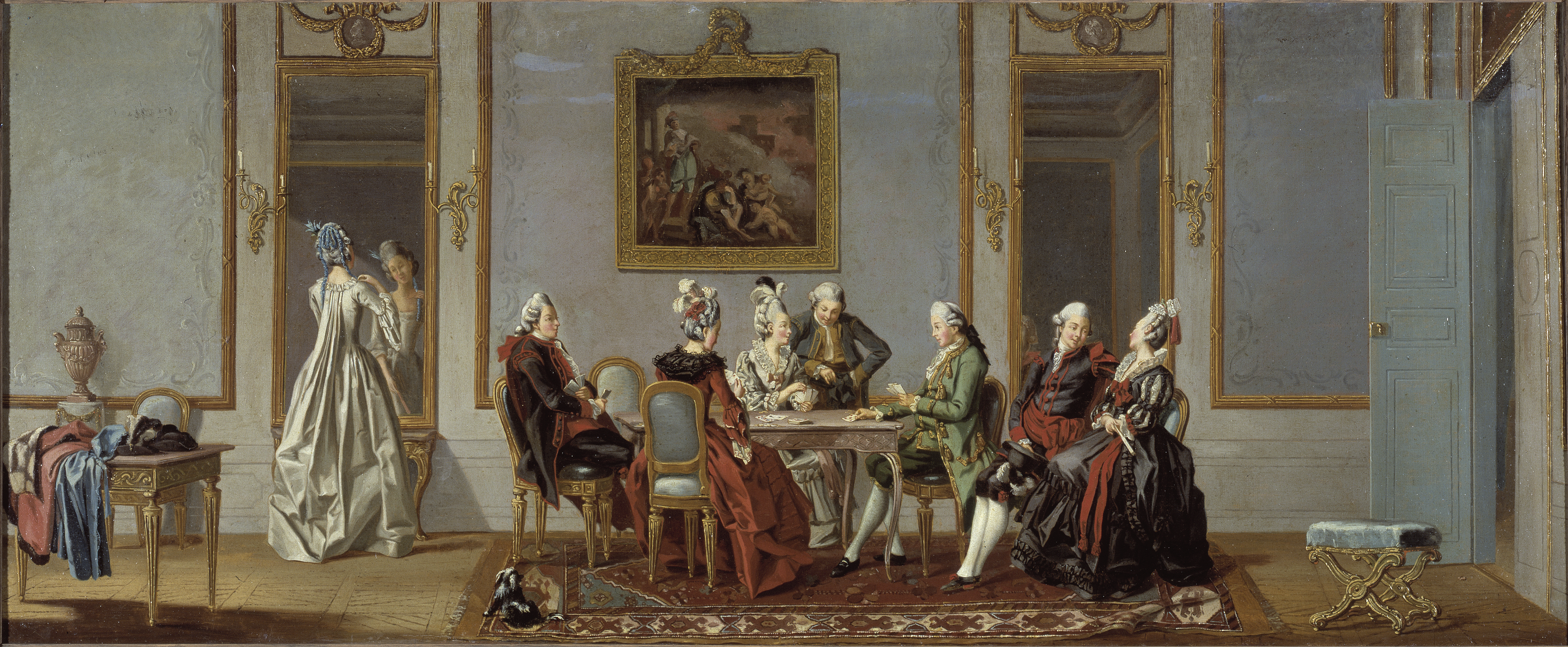
Игра в карты.
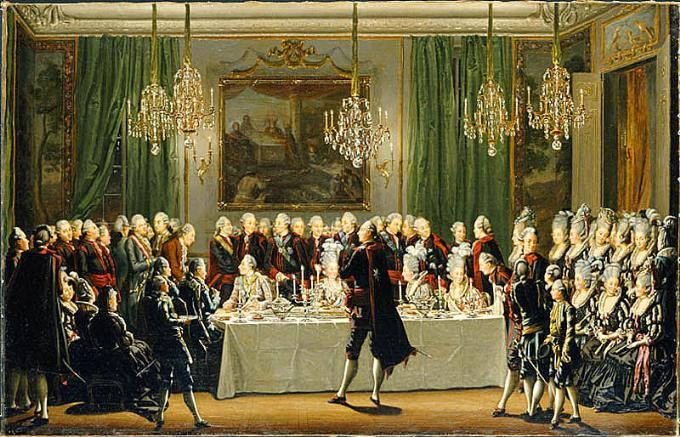
Празднование нового 1779 года в Королевском дворце Стокгольма.